# Pennycross
Pennycross är en stadsdel i Plymouth, i distriktet Plymouth, i grevskapet Devon, i England. Pennycross var en civil parish 1866–1898 när blev den en del av Devonport och St Budeaux. Civil parish hade 811 invånare år 1891.